# Actinauge chilensis
Actinauge chilensis is een zeeanemonensoort uit de familie Hormathiidae. De anemoon komt uit het geslacht Actinauge. Actinauge chilensis werd in 1959 voor het eerst wetenschappelijk beschreven door Carlgren. 